# Ernest Camo

a Compétitions nationales et continentales officielles uniquement.

b Matchs officiels uniquement.
Dernière mise à jour le 19 novembre 2024.
Ernest Camo, né le 29 mai 1902 à Saint-Féliu-d'Avall (Pyrénées-Orientales) et mort le 23 octobre 1978 à Villeneuve-sur-Lot (Lot-et-Garonne), est un joueur français de rugby à XV et de rugby à XIII.
Son poste était troisième ligne aile, mais il jouait parfois aussi deuxième ligne ou troisième ligne centre. Il mesurait 1,80 m pour 82 kg.

## Carrière en rugby à XV
Ernest Camo joue avec l'US Perpignan (qui fusionnera en 1933 avec les Arlequins de Perpignan pour former l'USAP), puis à l'US Quillan.

### Palmarès
- Champion de France 
  - 1925 : avec l'US Perpignan
  - 1929 : avec l'US Quillan

### Parcours international
- 6 "Capes"
  - Tournoi des Cinq Nations 1931
  - 1 test match en 1931
  - 1 test match en 1932

## Carrière en rugby à XIII
En août 1934 (allant alors sur ses 33 ans), il opte pour le rugby à XIII que son ami Jean Galia implante en France ; changement de code tant du fait que son club CAV XV vient de basculer dans le néo-rugby quelques semaines auparavant i.e. Sport Athlétique Villeneuvois XIII qu'à l'invitation du susdit ami.
Il arrête sa carrière rugby au SAV XIII en 1937.

### Palmarès
- Collectif :
  - Vainqueur du Championnat de France : 1935 (Villeneuve-sur-Lot).

## Écrivain
Pour honorer la mémoire de ses amis Gilbert Brutus, Jean Galia et Max Rousié, ainsi que de ses parents, Ernest Camo est l'auteur de plusieurs livres.